# فونتانتو پو
فونتانتو پو (به ایتالیایی: Fontanetto Po) یک کومونه در ایتالیا است که در استان ورسلی واقع شده‌است.

## خصوصیات
فونتانتو پو ۲۳٫۳ کیلومترمربع مساحت و ۱٬۱۹۴ نفر جمعیت دارد و ۱۲۰ متر بالاتر از سطح دریا واقع شده‌است.